# Oberwart
Oberwart (węg. Felsőőr, burg.-chorw. Gornja Borta, rom. Erba) – miasto powiatowe w Austrii, w kraju związkowym Burgenland, siedziba powiatu Oberwart. Liczy 7,2 tys. mieszkańców (1 stycznia 2014).

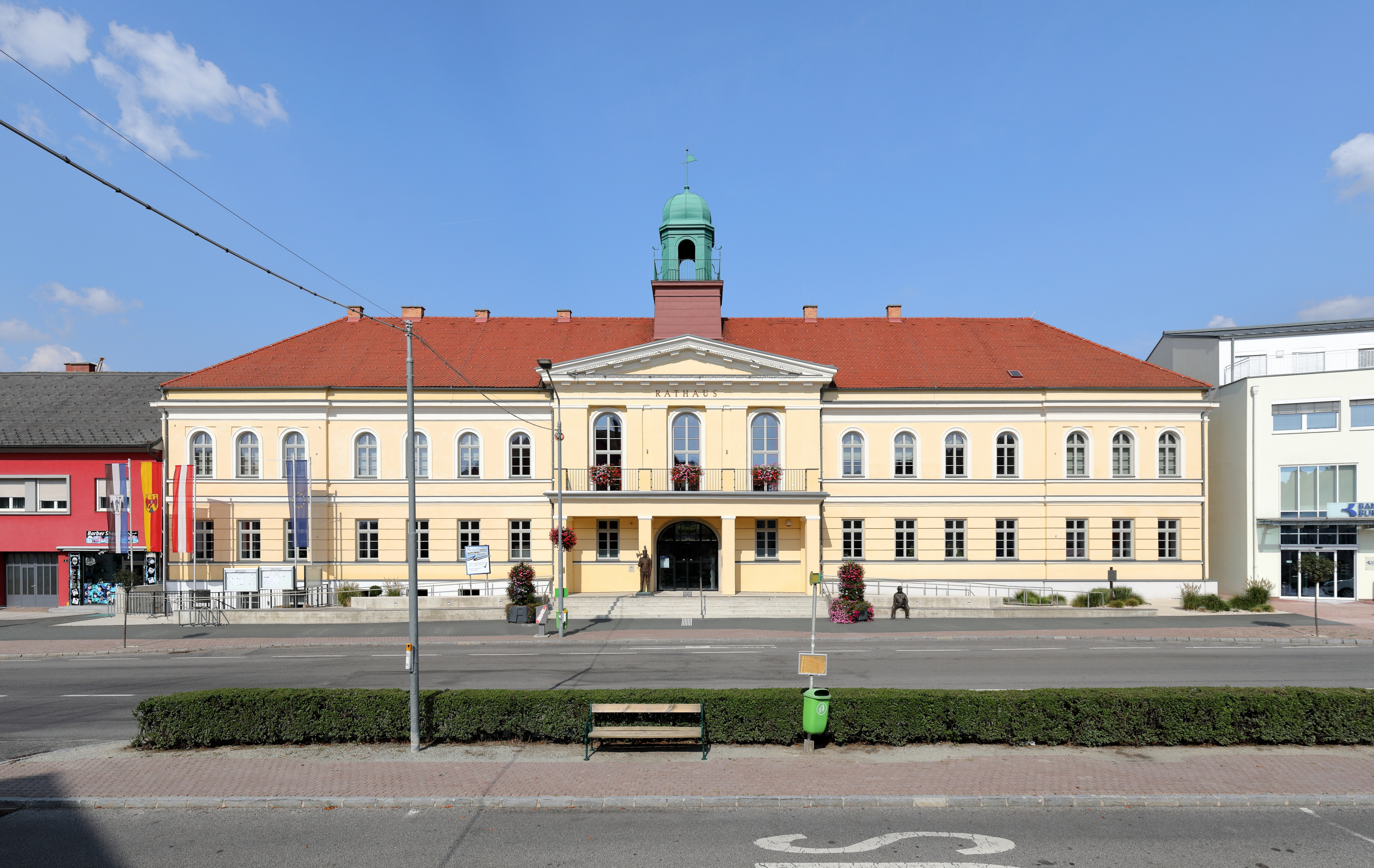
Ratusz miejski